# 시녀

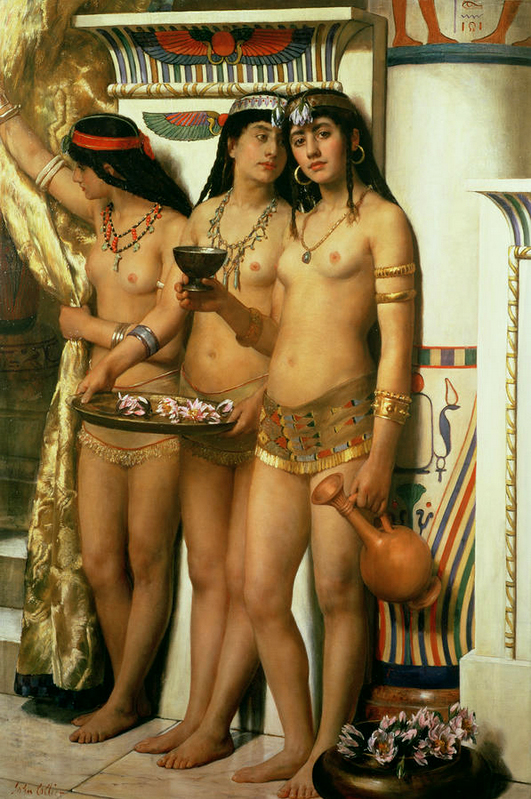

시녀(侍女)는 왕족, 귀족, 고위공직자같은 지체 높은 사람의 가까이에 있으면서 시중을 드는 여자이다.

## 개요
각국의 왕조에서 궁정에서 군주와 황후의 신변 처리를 하는 여성에게 관직을 준다. 남성에게는 환관이랑 비슷하지만, 약간은 다르다.

## 유럽
유럽 궁정에서 시녀는 왕비 (여왕)와 공주 등을 섬기고 신변의 수위에 응하는 개인 보조자이다. 동양과 다르게 시녀는 일반적으로 고위 귀족가의 여식이나 마님들만 맡을 수 있었다. 시녀의 역할은 궁정에 따라 다양하다.

## 같이 보기
- 하인
- 여관 (관직)